# Elzerina badia
Elzerina badia is een mosdiertjessoort uit de familie van de Flustrellidridae. De wetenschappelijke naam van de soort is voor het eerst geldig gepubliceerd in 1984 door Gordon.